# Ловер-Гатт
Ловер-Гатт (англ. Lower Hutt, маор. Awakairangi) — місто в Новій Зеландії. Розташоване на півдні Північного острова, входить до агломерації Веллінгтона. Площа становить 376 км², населення 104 520 осіб (2018).

## Географія
Розташований у нижній частині долини Гатт, більша частина міста знаходиться на схід від річки Гатт.

### Клімат
Місту притаманний вологий океанічний клімат (Cfb за класифікацією Кеппена), схожий з кліматом сусіднього Веллінгтона, з відносно високими літніми температурами, м'якою зимою та нечастими штормовими умовами.
| Клімат                                     | Клімат | Клімат | Клімат | Клімат | Клімат | Клімат | Клімат | Клімат | Клімат | Клімат | Клімат | Клімат | Клімат |
| Показник                                   | Січ.   | Лют.   | Бер.   | Квіт.  | Трав.  | Черв.  | Лип.   | Серп.  | Вер.   | Жовт.  | Лист.  | Груд.  | Рік    |
| Абсолютний максимум, °C                    | 28,8   | 30,9   | 28,6   | 26,5   | 23,0   | 19,6   | 18,2   | 20,1   | 24,3   | 23,6   | 27,5   | 29,6   | 30,9   |
| Середній максимум, °C                      | 22,5   | 22,6   | 21,0   | 18,4   | 15,9   | 13,4   | 12,8   | 13,8   | 15,6   | 17,0   | 18,7   | 20,8   | 17,7   |
| Середня температура, °C                    | 18,2   | 18,3   | 16,6   | 14,2   | 12,1   | 9,9    | 9,0    | 9,9    | 11,6   | 13,1   | 14,6   | 16,8   | 13,7   |
| Середній мінімум, °C                       | 14,0   | 13,9   | 12,2   | 10,0   | 8,3    | 6,4    | 5,3    | 6,1    | 7,6    | 9,1    | 10,5   | 12,8   | 9,7    |
| Абсолютний мінімум, °C                     | 5,2    | 5,0    | 4,6    | 2,5    | −1     | −1,9   | −3,3   | −1,1   | −2,2   | 0,8    | 2,1    | 5,0    | −3,3   |
| Середня кількість сонячних годин на місяць | 235    | 201    | 198    | 154    | 136    | 105    | 124    | 143    | 158    | 176    | 194    | 202    | 2026   |
| Норма опадів, мм                           | 85     | 78     | 89     | 93     | 120    | 155    | 138    | 132    | 109    | 140    | 94     | 93     | 1326   |
| ------------------------------------------ | ------ | ------ | ------ | ------ | ------ | ------ | ------ | ------ | ------ | ------ | ------ | ------ | ------ |
| Джерело: Paradise.net                      |        |        |        |        |        |        |        |        |        |        |        |        |        |

## Історія
Поселення маорі в долині Гатт виникло близько 1250 року. Вони називали річку Геретаунга. 1839 року представники Новозеландської Компанії (англ. New Zealand Company) купили тут землі для нового поселення, а наступного року з'явилися перші поселенці.
1874 року залізниця зв'язала Ловер-Гатт із Веллінгтоном.

## Економіка
Ловер-Гатт — найбільше й найважливіше з міст-супутників Веллінгтона. Це важливий комерційний та промисловий центр. Тут розташовані підприємства автомобільної, хімічної, електронної, харчової промисловості, заводи з виробництва скла, взуття, кондитерська фабрика.
Ловер-Гатт — це також відомий науковий центр Нової Зеландії. В місті розташовані зокрема Фізична лабораторія, Центр ядерних досліджень.
Частина жителів Ловер-Гатта їздить на роботу до Веллінгтона, це переважно службовці державних установ.

## Панорама міста

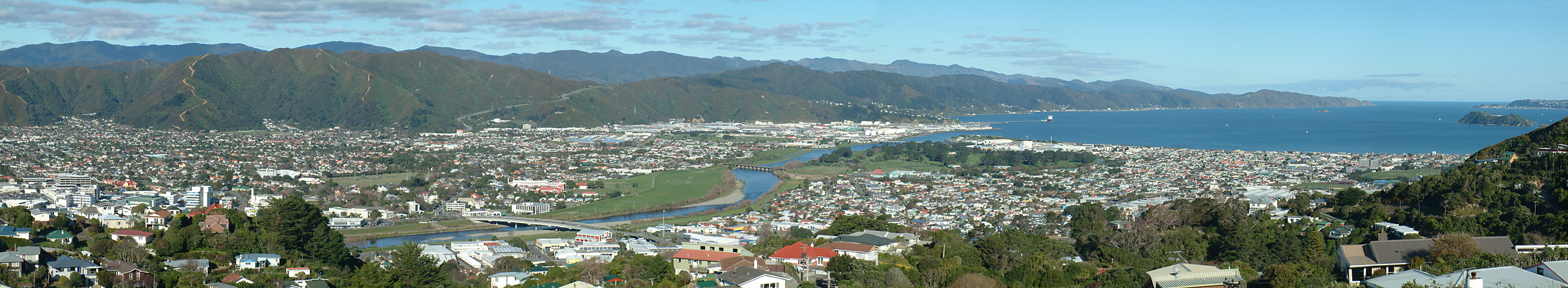